# Rychlobruslení na Zimních olympijských hrách 2018 – 1000 metrů ženy
Závod na 1000 metrů žen na Zimních olympijských hrách 2018 se konal v hale Gangneung Oval v Kangnungu dne 14. února 2018.
Závod vyhrála v olympijském rekordu Nizozemka Jorien ter Morsová, vítězka patnáctistovky na ZOH 2014, následovaná Japonkami Nao Kodairaovou a Miho Takagiovou. Češka Karolína Erbanová byla sedmá, Nikola Zdráhalová se umístila na 19. příčce. Čang Chung, obhájkyně prvenství ze Soči 2014, skončila na 11. místě.

## Rekordy
Před závodem měly rekordy následující hodnoty:
| Světový rekord    | Nao Kodairaová     | 1:12,09 | Utah Olympic Oval, Salt Lake City | 10. prosince 2017 |
| Olympijský rekord | Chris Wittyová     | 1:13,83 | Utah Olympic Oval, Salt Lake City | 17. února 2002    |
| Rekord dráhy      | Heather Bergsmaová | 1:13,94 |                                   | 11. února 2017    |

V závodě pokořila olympijský rekord Jorien ter Morsová, která dobruslila do cíle v čase 1:13,56. Předchozí rekordní čas z olympijských závodů překonala o jednu setinu sekundy také druhá Nao Kodairaová.

## Výsledky
| Pořadí           | Dvojice | Dráha | Jméno                     | Země                         | Čas          | Ztráta |
| ---------------- | ------- | ----- | ------------------------- | ---------------------------- | ------------ | ------ |
| Zlatá medaile    | 12      | I     | Jorien ter Morsová        | Nizozemsko                   | 1:13,56 (OR) | 0,00   |
| Stříbrná medaile | 15      | O     | Nao Kodairaová            | Japonsko                     | 1:13,82      | +0,26  |
| Bronzová medaile | 14      | I     | Miho Takagiová            | Japonsko                     | 1:13,98      | +0,42  |
| 4.               | 12      | O     | Brittany Boweová          | Spojené státy americké       | 1:14,36      | +0,80  |
| 5.               | 15      | I     | Vanessa Herzogová         | Rakousko                     | 1:14,47      | +0,91  |
| 6.               | 16      | I     | Marrit Leenstraová        | Nizozemsko                   | 1:14,85      | +1,29  |
| 7.               | 14      | O     | Karolína Erbanová         | Česko                        | 1:14,95      | +1,39  |
| 8.               | 16      | O     | Heather Bergsmaová        | Spojené státy americké       | 1:15,15      | +1,59  |
| 9.               | 4       | I     | Ireen Wüstová             | Nizozemsko                   | 1:15,32      | +1,76  |
| 10.              | 7       | O     | Ida Njåtunová             | Norsko                       | 1:15,43      | +1,87  |
| 11.              | 11      | O     | Čang Chung                | Čína                         | 1:15,67      | +2,11  |
| 12.              | 11      | I     | Natalia Czerwonková       | Polsko                       | 1:15,77      | +2,21  |
| 13.              | 10      | I     | Arisa Goová               | Japonsko                     | 1:15,84      | +2,28  |
| 14.              | 13      | I     | Hege Bøkková              | Norsko                       | 1:15,98      | +2,42  |
| 15.              | 9       | I     | Gabriele Hirschbichlerová | Německo                      | 1:16,03      | +2,47  |
| 16.              | 9       | O     | Pak Sung-hui              | Jižní Korea                  | 1:16,11      | +2,55  |
| 17.              | 5       | I     | Jü Ťing                   | Čína                         | 1:16,361     | +2,80  |
| 18.              | 7       | I     | Kim Hjon-jong             | Jižní Korea                  | 1:16,366     | +2,80  |
| 19.              | 2       | O     | Nikola Zdráhalová         | Česko                        | 1:16,43      | +2,87  |
| 20.              | 13      | O     | Chuang Jü-tching          | Tchaj-wan                    | 1:16,44      | +2,88  |
| 21.              | 6       | I     | Tchien Žuej-ning          | Čína                         | 1:16,69      | +3,13  |
| 22.              | 8       | O     | Angelina Golikovová       | Olympijští sportovci z Ruska | 1:16,85      | +3,29  |
| 23.              | 8       | I     | Kaylin Irvineová          | Kanada                       | 1:16,90      | +3,34  |
| 24.              | 6       | O     | Jekatěrina Ajdovová       | Kazachstán                   | 1:17,09      | +3,53  |
| 25.              | 10      | O     | Heather McLeanová         | Kanada                       | 1:17,25      | +3,69  |
| 26.              | 5       | O     | Judith Dannhauerová       | Německo                      | 1:17,41      | +3,85  |
| 27.              | 3       | O     | Francesca Bettroneová     | Itálie                       | 1:17,83      | +4,27  |
| 28.              | 3       | I     | Jerica Tandimanová        | Spojené státy americké       | 1:18,02      | +4,46  |
| 29.              | 2       | I     | Karolina Bosieková        | Polsko                       | 1:18,53      | +4,97  |
| 30.              | 4       | O     | Yvonne Daldossiová        | Itálie                       | 1:19,33      | +5,77  |
| 31.              | 1       | I     | Michelle Uhrigová         | Německo                      | 1:20,81      | +7,25  |

### Mezičasy medailistek
| Jméno              | Země       | 200 m         | 600 m         | Cíl             |
| ------------------ | ---------- | ------------- | ------------- | --------------- |
| Jorien ter Morsová | Nizozemsko | 18,07 (+0,41) | 45,06 (+0,51) | 1:13,56 (0,00)  |
| Nao Kodairaová     | Japonsko   | 17,67 (+0,01) | 44,55 (0,00)  | 1:13,82 (+0,26) |
| Miho Takagiová     | Japonsko   | 17,66 (0,00)  | 45,24 (+0,69) | 1:13,98 (+0,42) |